# Aeropuerto de Esmara
El Aeropuerto de Esmara  (IATA: SMW, ICAO: GMMA/GSMA) es un aeropuerto en la ciudad de Esmara, en el Sahara Occidental ocupado por Marruecos.
En la actualidad dos aerolíneas trabajan con solo 4 destinos la empresa Casa Air Service que viaja a la ciudad de Rabat y Royal Air Maroc Express que viaja a Casablanca, Uarzazat y Zagora.